# Maria José Ferro Tavares
Maria José Pimenta Ferro Tavares (Lisboa, 1945) é uma historiadora e professora portuguesa, especialista na história dos judeus e dos cristãos novos em Portugal.

## Biografia
Nasce em Lisboa, onde ingressou na Faculdade de Letras da Universidade de Lisboa e se licenciou em História em 1969. Cedo se dedicou à carreira académica leccionando História Social das Técnicas e Sociedade e Cultura Portuguesas.

## Obras
- Os Judeus em Portugal no século XIV, Lisboa, Guimarães Editores, 2000.